# 胡安·馬丁·德爾波特羅
胡安·马丁·德尔波特罗（西班牙语：Juan Martín del Potro，西班牙語發音：[χwan maɾˈtin ðel ˈpotɾo]，1988年9月23日—），前阿根廷职业男子网球运动员，曾是阿根廷國內排名最高的男子網球運動球員。於2009年美国网球公开赛決賽中擊敗賽會五屆冠軍費德勒奪得冠軍，是男子網壇第一位在大滿貫男单比賽中連勝納達爾和費德勒奪得最後冠軍的球員，繼1977年維拉斯之後，第一位奪得大滿貫冠軍的阿根廷球員。
德爾波特羅常被媒体和评论家称之为“德波”和“坦迪尔之塔”。在中国，由于名字谐音以及多體毛的特征，媒體和粉丝们昵称其为“大菠萝”或「大師兄」（即孫悟空）。由于其发球威力大、技术全面，身材高大但移动灵活，心理素质稳定，2009年奪得美網冠軍之後，被媒體认为是费德勒之后下一代球王的热门人选。但由於職業生涯飽受腕傷困擾，參賽計劃走走停停，最低排名曾跌至200名外，但他仍然是四巨頭最有力的挑戰者，曾多次打敗四巨頭成員，與四巨頭的對戰成績為20勝51負，對戰成績雖處下風但並不像大部分球員那麼的懸殊。
截止至2015年賽季，德爾波特羅獲得了包括大滿貫在內的18個巡迴賽單打冠軍，於2009年的年終總決賽中獲得了亞軍。另外，他還是2016年里約奧運會網球項目單打銀牌得主、2012年倫敦奧運會網球項目單打銅牌得主。
2024年12月2日，在與德約科維奇進行退役表演賽之後，德爾波特羅宣佈退役。

## 家庭背景與早年生活
德尔波特罗出生于阿根廷的坦迪尔。他的父亲丹尼尔·波特罗，曾在阿根廷的半职业橄榄球联盟打球，也是一名兽医。他的母亲帕特丽夏，是一名教师。他还有一个妹妹茱莉亚。德尔波特罗精通西班牙语、英語，略通意大利语。除了网球，他还喜欢足球，是阿根廷的博卡青年和意大利尤文图斯的忠实球迷。童年时他经常将大把时间花在足球和网球上。現今他和效力於尤文图斯的阿根廷裔意大利籍球员毛罗·卡莫拉内西是亲密的好友。
德尔波特罗七岁时跟随教练马塞洛·戈麦斯（曾指导过三个坦迪尔出生的球员，胡安·摩纳哥、马里亚诺·萨巴莱塔和马克西莫·冈萨雷斯）练习网球。意大利前职业网球选手乌戈·科隆比尼发现了德尔波特罗的网球天分，此后在德尔波特罗青年职业生涯的早期一直担任德尔波特罗的教练，至今他仍然是德尔波特罗的经纪人和亲密的好友。当时尚年幼的德尔波特罗被问到在网球上的目标时，他回答说：“我渴望赢得大满贯和戴维斯杯。”

## 网球生涯

### 职业生涯

#### 2002-2005年
2002年，還是青少年時期的德爾波特羅贏得了青少組橘碗盃的冠軍，2004年，15岁的德尔波特罗获得了自己第一场成人組比赛的胜利。2005年，德爾波特羅在青少組的排名創新高，來到了世界第三的位置。整個青少年時期，德爾波特羅只參加過幾場大滿貫賽事。
| 大滿貫青少組     |        |      |
| 澳洲網球公開賽   | A      | A    |
| 法國網球公開賽   | 第一輪 | 八強 |
| 溫布頓網球錦標賽 | 第二輪 | A    |
| 美國網球公開賽   | 第一輪 | A    |

#### 2006年

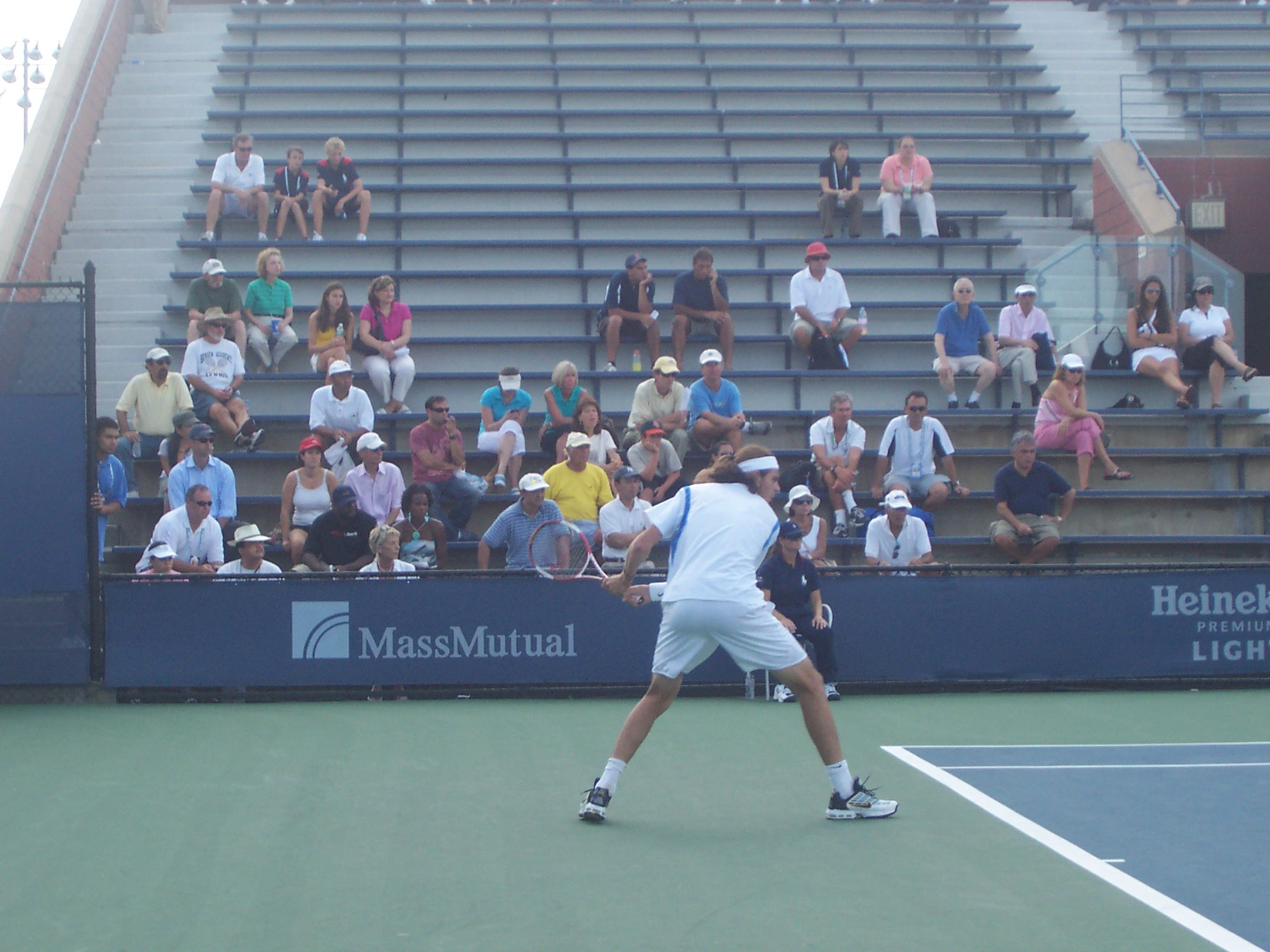
德尔波特罗在2006美网

2006年年终世界排名升至第92，也成为了前100中最年轻的选手。

#### 2007年
德尔波特罗以进入澳大利亚布里斯本國際賽半决赛的成绩开始了自己2007赛季的征程，他是在以6-2，6-0击败俄罗斯的库尼特森之后进入该项赛事半决赛的，但在之后的半决赛中德尔波特罗以7-5，3-6，5-7惜败于澳大利亚本土选手古奇奥内，未能进入决赛。

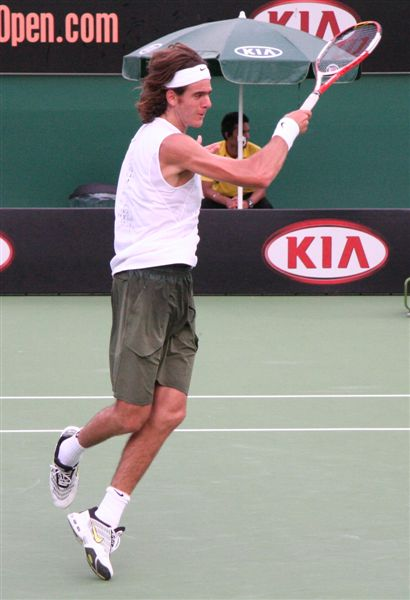
2007澳网的德尔波特罗

澳网成功进入第二轮，在第二轮中与最后进入决赛的智利火炮冈萨雷斯激战五盘，在第五盘比赛的比分进行到67-7，6-4，7-63，4-6，0-4时因伤而不得不遗憾的退赛。
2月，德尔波特罗代表阿根廷队出战了戴维斯杯第一轮对阵奥地利队的第四场单打比赛，结果以7-64，3-6，6-4，4-6，6-2力克奥地利好手梅尔泽，帮助阿根廷队成功晋级戴维斯杯1/4决赛。孟菲斯冠军赛，德尔波特罗在第一轮中以6-1，6-2直落两盘横扫了西班牙选手菲·洛佩兹，但在第二轮中败于最后打入半决赛的美国大鱼费什拍下，比分是1-6，69-7。在接下来的大师赛太平洋寿险杯中，他在首轮以7-65，6-2击败持外卡参赛的三届法网冠军巴西名将库尔滕之后进入了第二轮，但在第二轮中被法国好手加斯凯以相似的比分7-62，6-2击败。在接下来的一站大师赛索尼爱立信公开赛中，德尔波特罗走的更远，相继战胜三名位列世界排名TOP50的选手瑞典名将比约克曼、06年澳网亚军塞浦路斯超新星巴格达蒂斯和俄罗斯悍将尤兹尼之后进入第四轮，不过在第四轮中以0-6，4-6不敌红土之王西班牙小子纳达尔，未能进入下一轮。
5月，在法网第一轮中以5-7，3-6，2-6败给了夺得最后冠军的纳达尔。
在他第一次参加的草地赛事女王俱樂部錦標賽中，首轮以6-2，6-4直落两盘淘汰了瑞典好手托马斯·约翰森，但在次轮中以两个4-6输给了纳达尔。一周之后的诺丁汉公开赛，德尔波特罗也进入了1/4决赛，在前两轮中先后击败了英国本土选手傑米·巴克和俄罗斯选手库尼特森，但之后以610-7，5-7的比分惜败于最后夺冠的克罗地亚巨人卡洛维奇，止步1/4决赛。
温网，于首轮3-6，6-3，6-4，6-4顺利击败意大利选手桑奎内蒂之后以2-6，5-7，1-6直落三盘负于最后夺得冠军的瑞士球王费德勒，止步第二轮。
在美国印第安纳波利斯举行的亞特蘭大網球錦標賽中，单打比赛，德尔波特罗在第二轮苦战三盘不敌加拿大选手丹切維奇。但在双打比赛中，他和美国选手帕羅特搭档，一路击败各路好手闯入决赛，并在决赛中以3-6，6-2，10-6的比分力克加巴什維利和卡洛维奇的组合，勇夺男双冠军。这一年年终他的单打排名升至世界第44，世界排名首次晋身50名以内，同时也成为了前50中最年轻的选手。

### 2008年
德尔波特罗在前半赛季的表现不太理想。在年初的澳大利亚布里斯本國際賽中，首轮即被美国老将羅素直落两盘淘汰出局。
1月的澳网，他首轮直落三盘击败西班牙的文圖拉。第二轮与西班牙名将费雷尔的比赛，在比分3-6，4-6落后时因伤退赛。
之后德尔波特罗一直在养伤，直到3月才重新回到赛场。伤愈之后的首场比赛，于索尼爱立信公开赛首轮以7-5，6-1的比分击败美国选手列文，但在第二轮以4-6，2-6直落两盘被西班牙选手菲·洛佩斯淘汰。由于伤病，他的世界排名也在4月降至第81位。5月，在罗马大师赛首轮与穆雷的比赛进行到7-5，4-6，0-1时，德尔波特罗因为背部受伤不得不再次退赛。
在他这一年的第二个大满贯──法网中，他在第二轮以3-6，7-60，7-5，6-2被意大利选手伯莱里四盘击败。
6月，在荷兰的奥迪纳公开赛中成功晋级半决赛，但在半决赛中以64-7，1-6直落两盘被最后的冠军和头号种子费雷尔击败。
之后的温网，尽管他在首轮中直落三盘击败了捷克的斯诺贝尔，但之后仍然连续第二年在第二轮中被淘汰，击败他的是瑞士好手瓦林卡，比分是65-7，3-6，5-7。

德尔波特罗在2008雷格梅森精英赛

经历了上半赛季的低迷之后，德尔波特罗迎来了一个成功的夏季。7月，德尔波特罗和他的团队决定留在欧洲训练他的体能。在当月的德国梅塞德斯杯决赛中他以6-4，7-5直落两盘击败法国名将加斯凯，夺得个人职业生涯第一个ATP巡回赛单打冠军。一周后，在奥地利公开赛决赛中，他耗时不到一个小时便以6-2，6-1横扫6号种子奥地利本土希望之星梅尔泽夺冠，在两周内夺得个人职业生涯第二个ATP巡回赛冠军头衔。8月的洛杉矶乡村公开赛，在半决赛中以6-2，6-1横扫美国名将大鱼费什闯入决赛，决赛中面对03年美网冠军得主美国大炮罗迪克，以6-1，7-6(2)的比分横扫对手夺得个人第三冠。一周之后，华盛顿雷格梅森精英赛，半决赛中以6-2，6-1轻松战胜德国金童哈斯，在决赛中面对淘汰罗迪克的大黑马塞尔维亚好手特洛伊基，以两个6-3轻松击败对手夺第四冠，并成为ATP历史上第一个在连续四站比赛获得了自己头四个冠军头衔的球员。

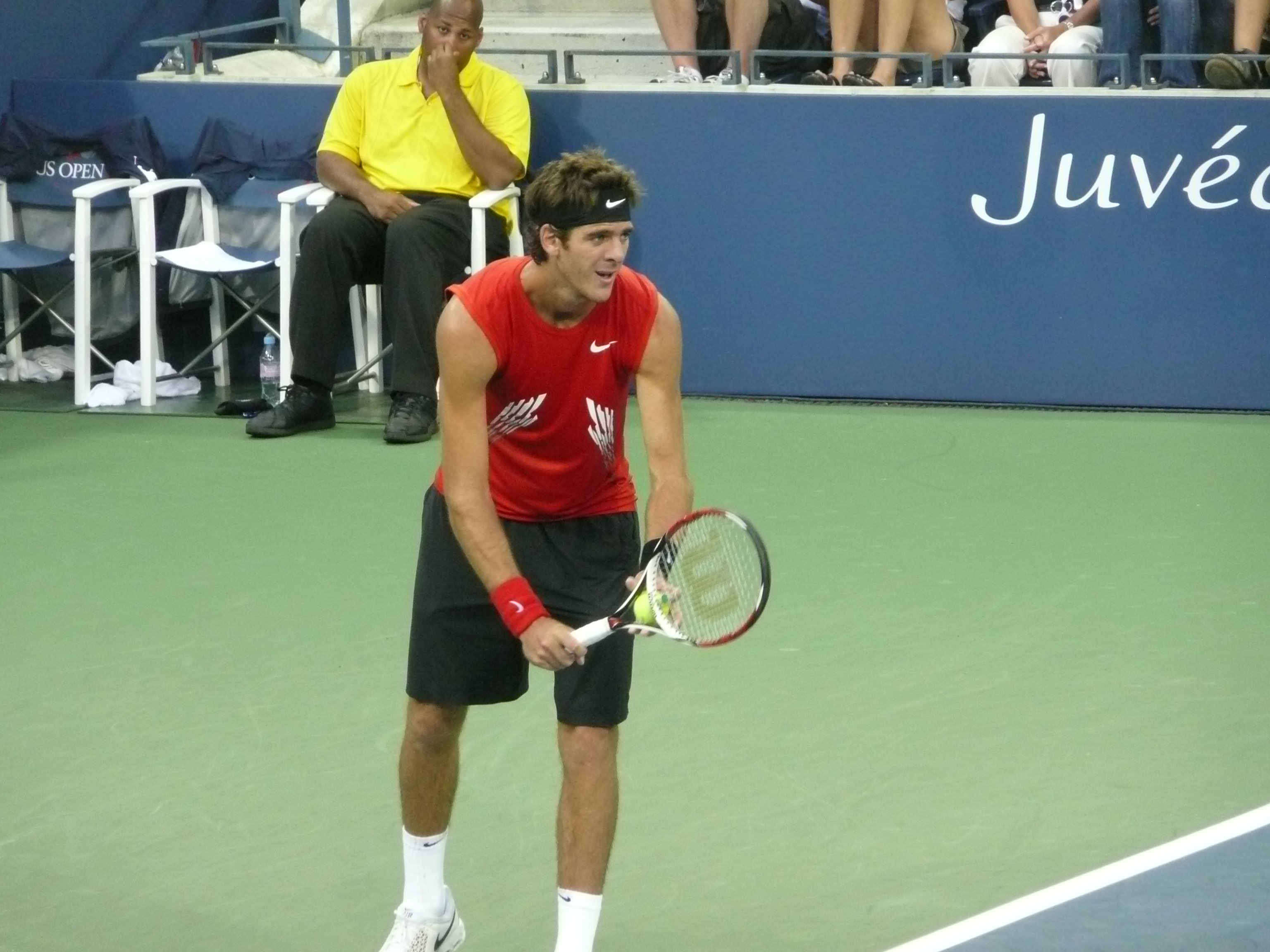
德尔波特罗在2008美網

美网，德尔波特罗在第三轮的五盘大战中以6-4，64-7，6-1，3-6，6-3的比分力克法国好手西蒙，在第四轮以6-3, 6-4, 6-3直落三盤擊敗日本新秀錦織圭，职业生涯首次在进入美网八强，创造了自己在美网中的最佳战绩。在1/4决赛中与最后进入决赛的英国天才穆雷苦战近4个小时，以62-7，61-7，6-4，5-7的比分惜败，遗憾的终止了自己自德国梅塞德斯杯开始的23连胜的脚步，但23连胜的纪录也是在2008年仅次于排名世界第一的西班牙球王纳达尔的32连胜的最长连胜纪录。
美网之后，德尔波特罗入选戴维斯杯阿根廷队的参赛阵容。并以主力球员身份出战9月19日到21日举行的戴维斯杯阿根廷与俄罗斯的比赛。他在第一场比赛中以6-1，6-4，6-2的比分轻松横扫劳模达维登科，并在决定命运的关键的第四场比赛中以6-4，6-2，6-1横扫红土悍将安德列夫，帮助阿根廷队击败俄罗斯队成功晋级戴维斯杯决赛。日本網球公開賽，德尔波特罗接连淘汰11号种子芬兰冰人涅米宁、头号种子卫冕冠军费雷尔、4号种子法国名将加斯凯闯入决赛，但在决赛中以1-6，4-6负于捷克好手伯蒂奇获得亚军。马德里大师赛，在1/4决赛中直落两盘负于瑞士天王费德勒。瑞士瑞士室內賽中闯入半决赛，但在半决赛中以两个4-6被同胞纳尔班迪安击败。在接下来进行的巴黎大师赛第二轮中，德尔波特罗由于过于疲劳再次被纳尔班迪安击败。这场失利还使得德尔波特罗争取年终大师杯参赛资格的机会已不掌握在自己手中，但幸运的是，在其后的半决赛中特松加击败了布雷克，这样以来就足以确保德尔波特罗的积分超越布雷克，从而获得了年终大师杯的参赛资格，这也是德尔波特罗首次参加年终大师杯。

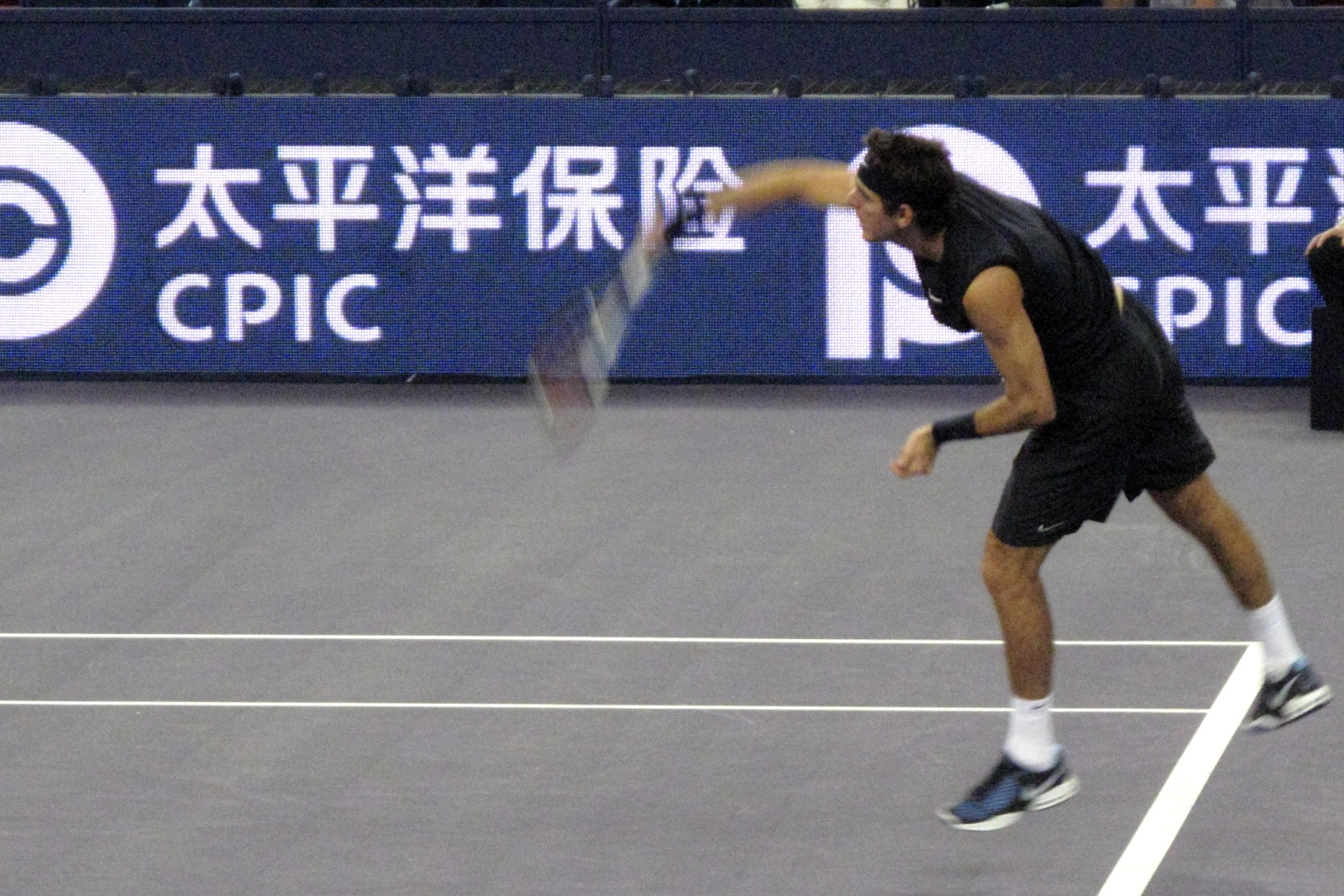
2008上海大师杯中的德尔波特罗

年底在上海举行的大师杯小组赛中，德尔波特罗只赢得了对阵法国阿里特松加的一场胜利，却分别输给了两个排名高于自己的球员塞尔维亚小天王德约科维奇和俄罗斯劳模达维登科，最终排名小组第3，未能从小组中出线。
在当年的最后一项赛事——戴维斯杯决赛中，代表阿根廷队出战单打比赛的德尔波特罗以6-4，62-7，64-7，3-6的比分输给了西班牙队的菲·洛佩斯，而他所在的阿根廷队也以总比分1比3负于西班牙队，屈居亚军。他之后也因为大腿伤势不得不退出了对西班牙队的第二场单打比赛，改由阿卡苏索代替他出战。尽管在戴维斯杯的比赛中输球，但德尔波特罗仍然经历了一个成功的赛季，在这一年他赢得了四项冠军，年终世界排名升至第9，并成为了世界排名前10中的最年轻的选手和南美球员中排名最高的选手。

### 2009年
在2009年初的奥克兰喜力公开赛中，德尔波特罗被列为头号种子。他在半决赛以6-4，6-3轻松击败索德林，决赛中以两个6-4轻松战胜在半决赛中淘汰费雷尔的奎雷伊夺冠。
澳网，在第四轮中以5-7，6-4，6-4，6-2的比分逆转克罗地亚好手西里奇，成为第一个打入八强的选手，但在之后的1/4决赛中被瑞士天王费德勒以6-3，6-0，6-0的比分三盘横扫出局，但八强的成绩已创造了他在澳网中的最好战绩。
在巴黎银行公开赛中，身为6号种子的德尔波特罗再次打入赛事八强，但在1/4决赛中被世界排名第一的西班牙球王纳达尔击败。但他在之后举行的索尼爱立信公开赛的1/4决赛中成功复仇击败纳达尔，同时这也是他在与纳达尔的近五次交手中首次击败对手。尽管德尔波特罗在紧接着的半决赛中以1-6，7-5，2-6的比分负于穆雷，但四强的成绩已使他达到了职业生涯排名的新高世界第5。
进入红土赛季，在蒙特卡洛大师赛第二轮被状态奇佳的克罗地亚老将柳比西奇淘汰。罗马大师赛，先后击败塞尔维亚好手特洛伊基和瑞士二号选手瓦林卡进入八强，但之后被塞尔维亚小天王德约科维奇直落两盘击败，同时也将两人的交手记录变成了0胜3负。然后参加马德里大师赛，与1/4决赛中首次战胜英国天才穆雷之后进入四强，但于半决赛以3-6，4-6的比分直落两盘败于费德勒无缘决赛。

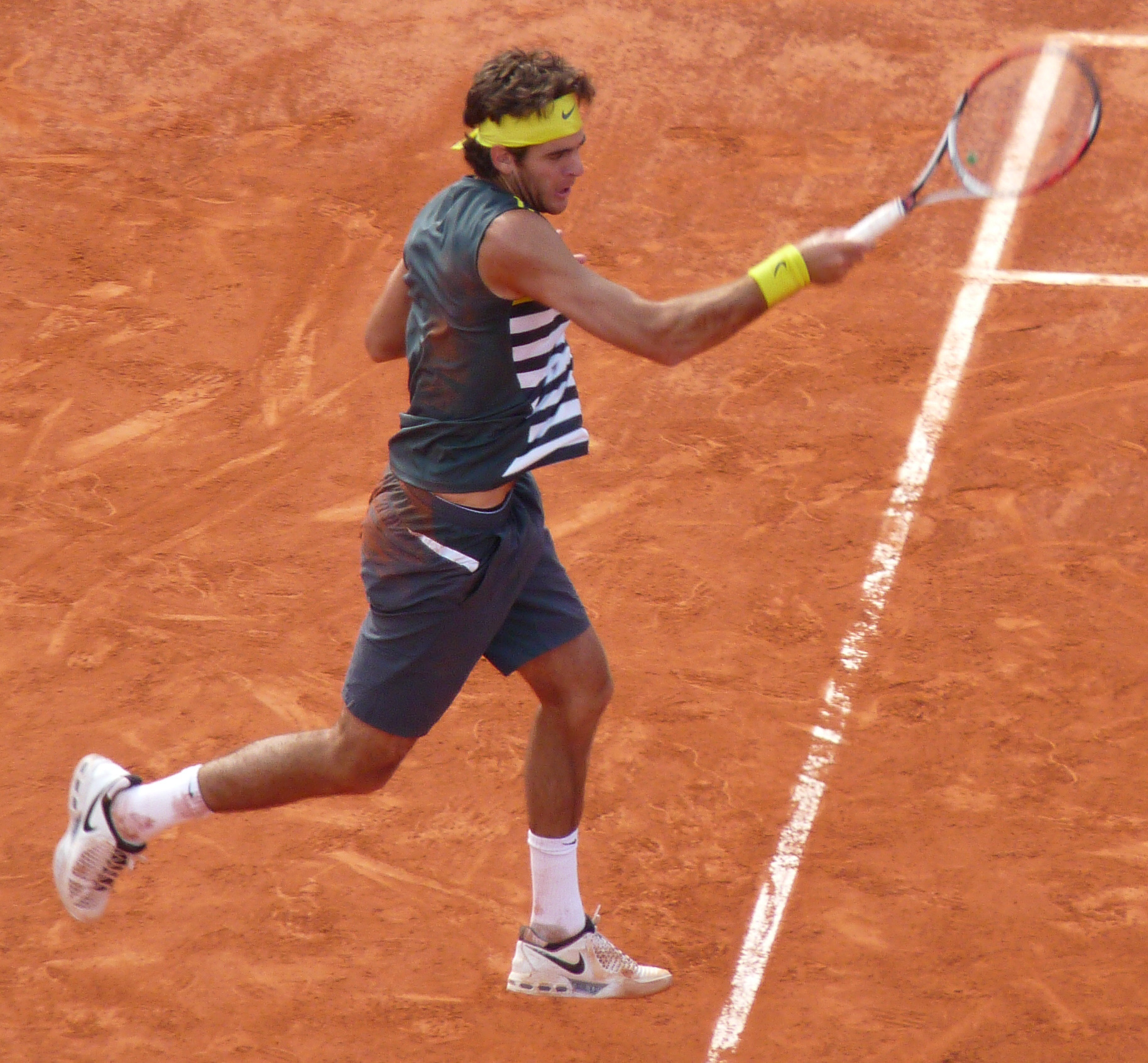
2009法网的德尔波特罗

法网中被列为5号种子，一路击败法国选手罗德拉、塞尔维亚好手特洛伊基、俄罗斯红土悍将安德列夫、9号种子法国阿里特松加和西班牙名将罗布雷多成功打入四強。半决赛中在盘分2：1领先的大好形势下以6-3，62-7，6-2，1-6，4-6的比分惜败给最后夺得冠军的瑞士天王费德勒，尽管在这次半决赛之前与费德勒的5次交手中德尔波特罗从未拿下过一局。四强的成绩也已创造了其在法网的最好战绩。
在温网于第二轮意外的被状态回勇的老将澳洲野兔休伊特以6-3，7-5，7-5淘汰出局，平了他在温网的最差战绩。由于温网的过早出局，德尔波特罗的世界排名被最后夺得温网亚军的美国大炮罗迪克超过，降至第6。
在温网之后代表阿根廷出战与捷克的戴维斯杯1/4决赛，在两盘单打比赛中均直落三盘横扫米纳尔和伯蒂奇，为阿根廷拿下两分，但由于其队友在另外三场比赛中均遭败绩，阿根廷仍以总比分2比3不敌捷克。数星期后，以2号种子的身份参加了华盛顿雷格梅森精英赛，在晋级路上成功复仇休伊特闯入半决赛，半决赛中以7-62，6-3直落两盘击败智利火炮冈萨雷斯进入决赛，在决赛中以3-6，7-5，7-68逆转头号种子罗迪克成功卫冕。一星期后，以6号种子的身份出战蒙特利尔大师赛，在1/4决赛中以7-65，6-1的比分将世界排名第二的西班牙天王纳达尔横扫出局。然后在半决赛中以4-6，6-2，7-5的比分再次逆转美国大炮罗迪克，并将自己与罗迪克的交手战绩变为3胜0负。职业生涯首次进入大师赛决赛，但由于受到伤病困扰终于在和穆雷的决赛中以7-64，63-7，1-6的比分苦战三盘之后败下阵来。之后因伤退出了辛辛那提大师赛。

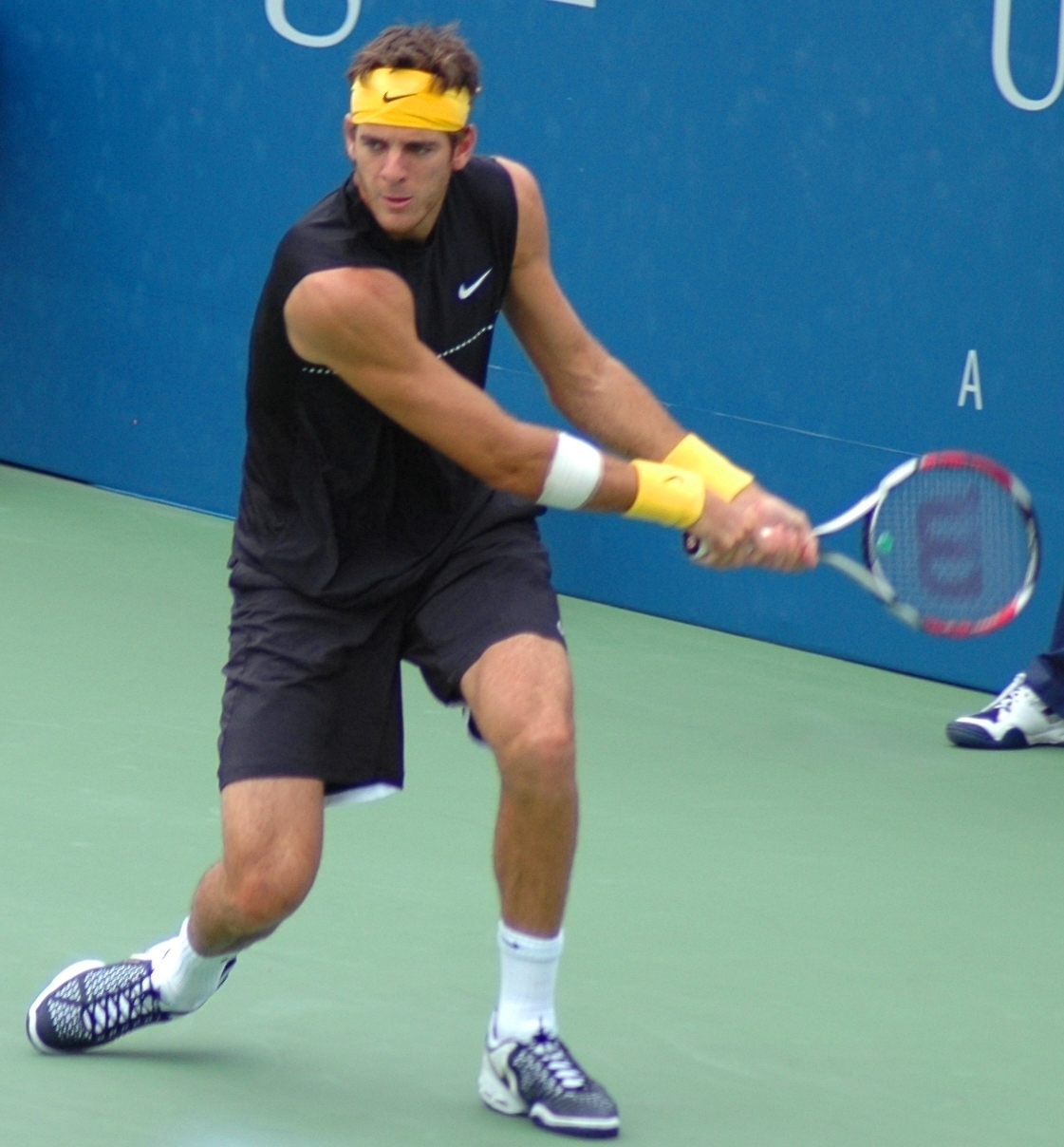
2009美网的德尔波特罗

美网，德尔波特罗成为6号种子，在前两轮分别直落三盘轻松横扫摩纳哥和梅尔泽，第三轮在与科勒尔的比赛中丢掉一盘之后晋级，第四轮以三个6-3的比分直落三盘击败状态复苏的03年法网冠军西班牙老将费雷罗，连续第二年进入美网1/4决赛，在1/4决赛之前的20场比赛中德尔波特罗赢得了其中17场比赛的胜利。在之后的1/4决赛中德尔波特罗以4-6，6-3，6-2，6-1击败了在第四轮中横扫穆雷的西里奇，晋级四强，四强的成绩也保证了他在美网之后的世界排名将重新升至第5。半决赛以三个6-2直落三盘连续第三次击败前世界第一09年澳网冠军西班牙天王纳达尔，职业生涯首次闯入大满贯决赛，并成为05年法网进入决赛的普尔塔之后第一个进入大满贯赛决赛的阿根廷球员。在决赛中于本赛季第三次在大满贯赛中遭遇费德勒，在一度1：2落后的情况下逆转，以3-6, 7-65，4-6，7-64，6-2的比分击败世界第一兼15个大满贯冠军得主费德勒，以不到21岁的年纪夺得职业生涯第一个大满贯冠军，成为继西班牙天王纳达尔之后世界上第二个能在大满贯决赛中击败费德勒的选手，同时也成为了能在大满贯赛中连胜费纳两大天王的第一人，并终结了费德勒美网六连冠的梦想，成为公开赛时代中美国网球公开赛历史上第五年轻的冠军获得者，也是大满贯历史上身高最高的冠军，同时他也成为自1977年的维拉斯之后第一个获得此荣誉的阿根廷人。美网后，德尔波特罗成为了继费德勒，纳达尔、穆雷和卫冕冠军德约科维奇之后第五个入围2009年11月22日至29日在伦敦The O2球场进行的ATP世界巡回赛总决赛的选手，这也是他继去年之后职业生涯第二次入围ATP世界巡回赛总决赛。
在美网之后的首场比赛中，德尔波特罗于在东京举行的日本網球公開賽首轮被世界排名第189位的瓦瑟兰爆冷淘汰。之后因伤退出了上海大师赛。巴黎大师赛，在与斯泰潘内克的1/4决赛第一盘比分进行到0-4时因腹部伤势再次退赛。
11月，在伦敦举行的2009年ATP年终总决赛中，德尔波特罗与球王费德勒、英国红星穆雷和西班牙悍将沃达斯科一起分入被称为“死亡之组”的A组。小组赛中，在首战3-6，6-3，2-6的比分负于穆雷的不利形势下，在后两场小组赛中接连获胜，分别以6-4，3-6，7-61的比分击败沃达斯科和以6-2，65-7，6-3的比分力克费德勒，凭借局数优势力压穆雷，与球王费德勒一起从小组中出线，晋级半决赛。在半决赛中德尔波特罗又以61-7，6-3，7-63击败09年法网亚军索德林晋级决赛。虽然在决赛中以3-6，4-6负于状态神勇的俄罗斯劳模达维登科，但也创造了第二次参加ATP年终总决赛即获亚军的佳绩。德尔波特罗的2009年终世界排名升至第5，并成为TOP5中最年轻的选手，同时亦连续第二年成为南美球员中世界排名最高的选手。

### 2010年
德尔波特罗在澳大利亚墨尔本举行的库场精英表演赛上开始了自己2010赛季的征程，并在首战中以两个6-3的比分横扫克罗地亚名将柳比西奇，赢得了新赛季的开门红。1月11日，德尔波特罗来到了自己职业生涯排名的新高世界第4。原本他将在两天之后在库场精英表演赛中面对法国阿里特松加的挑战，但由于手腕的伤势他退出了库场精英表演赛。
澳网，德尔波特罗被列为4号种子，首轮以6-4，6-4，3-6，6-2四盘击败羅素。第二轮，他克服了手腕伤势的不利影响，以6-4，63-7，5-7，6-3，10-8的比分力克美国名将布雷克。1月18日，世界排名重新降至第5。第三轮以6-3，0-6，6-4，7-5四盘击败德国选手梅耶尔，顺利打入第四轮。在第四轮比赛中，德尔波特罗与14号种子克罗地亚小巨人西里奇激战4小时38分钟战满五盘，最终仍以7-5，4-6，5-7，7-5，3-6的比分不敌对手，被淘汰出局。
澳网後，德尔波特罗因為右手腕腱發炎，缺席了3-4月的巡迴賽。
5月，德尔波特罗進行腕腱開刀手術，這使他確定缺席法网與溫布頓，為了完全康復，美網則已確定不會前來衛冕，這個傷勢可追溯到去年10月。
9月，德尔波特罗預定從泰國網球公開賽復出，結果首輪以67-7，4-6直落二盤不敵比利時老將羅庫斯，而首戰遭到淘汰出局，日本網球公開賽，首輪以3-6，0-6只拿三局遭到費利西亞諾·洛佩斯送蛋淘汰出局。
10月，德尔波特罗決定不參加任何賽事結束今年賽季，並用二個月時間訓練，備戰2011年賽季。

## 技术分析
德尔波特罗是一名攻击型底线型球员，他拥有强力的发球和一流的底线抽球水平。德尔波特罗的正手击球是他最主要的优势之一，击出的球速能超过每小时100英里。此外，他还拥有良好的相持能力和强力的双手反拍。尽管他的身高将近两米，但他却是ATP巡回赛中最能灵活移动的球员之一，在各种场地（如红土、硬地）上都能非常有效率的移动。德尔波特罗的身高使其拥有非常强力的一发，也让他能更容易有力的回击上旋球。德尔波特罗在红土球场和硬地球场上的表现最好，但他在草地球场上比赛时还未能改善可能由于其过高的身高所造成的不利影响。

## 网球装备和服装
德尔波特罗目前使用的球拍是Wilson burn 95 fst 球拍，是由耐克所赞助提供的。在球场上，他经常穿着一件无袖运动衬衫和一件梭织短裤，戴一副双宽腕带和一个头巾，以及穿一双Nike Breathe Cage II 网球运动鞋。

## 職業生涯戰績表

### 頂級賽事戰績年表
指引：
| W | F | SF | QF | #R | RR | LQ (Q#) | A | P | Z# | PO | SF-B | F-S | G | NMS | NH | NQ |

W：冠軍；F：亞軍；SF：四強；QF：八強；#R：前四輪；RR：小組賽；LQ：止步資格賽；A：缺席；P：比赛延期；Z#：戴维斯杯/联合会杯组别赛（#表示级别）；PO：參與戴維斯盃/联合会杯附加赛；SF-B：奧運會銅牌；F-S：奧運會銀牌；G：奧運會金牌；NMS：非ATP1000大師賽系列；NH：該賽事本年度未舉行；NQ：未入圍。
| 大滿貫             |     |     |     |      |     |      |      |      |     |     |     |      |      |        |        |       |
| 澳洲網球公開賽     | A   | 2R  | 2R  | QF   | 4R  | 2R   | QF   | 3R   | 2R  | A   | A   | A    | 3R   | 0 / 9  | 19–9   | 67.86 |
| 法國網球公開賽     | 1R  | 1R  | 2R  | SF   | A   | 3R   | QF   | A    | A   | A   | A   | 3R   | SF   | 0 / 8  | 19–8   | 70.37 |
| 溫布頓網球錦標賽   | A   | 2R  | 2R  | 2R   | A   | 4R   | 4R   | SF   | A   | A   | 3R  | 2R   | QF   | 0 / 8  | 21–9   | 70.00 |
| 美國網球公開賽     | 1R  | 3R  | QF  | W    | A   | 3R   | QF   | 2R   | A   | A   | QF  | SF   | F    | 1 / 10 | 35–9   | 79.55 |
| 勝–負              | 0–2 | 4–4 | 7–4 | 17–3 | 3–1 | 8–4  | 15–4 | 8–3  | 1–1 | 0–0 | 6–2 | 8–3  | 17–4 | 1 / 36 | 94–35  | 72.87 |
| 年終總決賽         |     |     |     |      |     |      |      |      |     |     |     |      |      |        |        |       |
| 年終總決賽         | NQ  | NQ  | RR  | F    | NQ  | NQ   | SF   | RR   | NQ  | NQ  | NQ  | NQ   | A    | 0 / 4  | 7–8    | 46.67 |
| 1000大師賽         |     |     |     |      |     |      |      |      |     |     |     |      |      |        |        |       |
| 印第安維爾斯大師賽 | A   | 2R  | A   | QF   | A   | SF   | QF   | F    | A   | A   | 2R  | 3R   | W    | 1 / 8  | 24–7   | 77.42 |
| 邁阿密大師賽       | A   | 4R  | 2R  | SF   | A   | 4R   | 4R   | 2R   | A   | 1R  | 2R  | 3R   | SF   | 0 / 10 | 19–10  | 65.52 |
| 蒙地卡羅大師賽     | A   | A   | A   | 2R   | A   | A    | A    | 3R   | A   | A   | A   | A    | A    | 0 / 2  | 1–2    | 33.33 |
| 馬德里大師賽       | 1R  | 3R  | QF  | SF   | A   | 3R   | SF   | A    | A   | A   | 2R  | A    | 3R   | 0 / 8  | 15–7   | 68.18 |
| 羅馬大師賽         | A   | A   | 1R  | QF   | A   | A    | 3R   | 3R   | A   | A   | A   | QF   | 3R   | 0 / 6  | 9–6    | 60.00 |
| 加拿大大師賽       | A   | 1R  | A   | F    | A   | 2R   | 2R   | 3R   | A   | A   | A   | 2R   | A    | 0 / 6  | 7–6    | 53.85 |
| 辛辛那提大師賽     | A   | 3R  | A   | A    | A   | 2R   | SF   | SF   | A   | A   | A   | 3R   | QF   | 0 / 6  | 13–6   | 68.42 |
| 上海大師賽         | NH  | NH  | NH  | 2R   | A   | A    | A    | F    | A   | A   | 1R  | SF   | 3R   | 0 / 5  | 8–5    | 61.54 |
| 巴黎大師賽         | A   | 2R  | 3R  | QF   | A   | A    | 3R   | QF   | A   | A   | A   | QF   | A    | 0 / 6  | 9–6    | 60.00 |
| 勝–負              | 0–1 | 9–6 | 4–4 | 18–8 | 0–0 | 11–4 | 15–7 | 16–8 | 0–0 | 0–1 | 3–4 | 14–7 | 15–5 | 1 / 57 | 105–55 | 65.63 |

### 大滿貫系列賽

#### 冠軍（1）
| 年度 | 賽事       | 場地 | 決賽對手 | 勝方比分                  |
| 2009 | 美國公開賽 | 硬地 | 费德勒   | 3-6, 7-65, 4-6, 7-64, 6-2 |

#### 亞軍（1）
| 年度 | 賽事       | 場地 | 決賽對手 | 勝方比分       |
| 2018 | 美國公開賽 | 硬地 | 喬科維奇 | 6-3, 7-64, 6-3 |

### 大師賽

#### 冠軍（1）
| 年度 | 賽事           | 場地 | 決賽對手 | 勝方比分        |
| 2018 | 印地安泉大師賽 | 硬地 | 费德勒   | 6-4, 68-7, 7-62 |

#### 亞軍（3）
| 年度 | 賽事           | 場地 | 決賽對手 | 勝方比分        |
| 2009 | 加拿大大師賽   | 硬地 | 穆雷     | 64-7, 7-63, 6-1 |
| 2013 | 印地安泉大師賽 | 硬地 | 納達爾   | 4-6, 6-3, 6-4   |
| 2013 | 上海大師賽     | 硬地 | 喬科維奇 | 6-1, 3-6, 7-63  |

### 年終總決賽

#### 亞軍（1）
| 年份 | 舉行地點 | 場地     | 決賽對手 | 勝方比分 |
| 2009 | 倫敦     | 室內硬地 | 达维登科 | 6-3, 6-4 |

### 奧運會

#### 銀牌（1）
| 年份 | 舉行地點   | 場地 | 決賽對手 | 勝方比分           |
| 2016 | 里約熱內盧 | 硬地 | 穆雷     | 7-5, 4-6, 6-2, 7-5 |

#### 銅牌（1）
| 年份 | 舉行地點 | 場地 | 決賽對手 | 勝方比分 |
| 2012 | 倫敦     | 草地 | 喬科維奇 | 7-5, 6-4 |

## 生涯统计

### 单打

#### 冠軍 (22)
| 赛事类别                                        |
| 大滿貫賽事 (1次冠军)                            |
| ATP年終賽（大師盃）/ 世界巡迴賽總決賽 (0次冠军) |
| ATP大師系列賽/ 世界巡迴賽大師賽 1000 (1次冠军)  |
| ATP黃金國際巡迴賽 / 世界巡迴賽 500 (9次冠军)    |
| ATP國際巡迴賽 / 世界巡迴賽 250 (11次冠军)       |

| 依場地性質分類 |
| 硬地 (18)      |
| 草地 (0)       |
| 紅土 (4)       |
| 室內地毯 (0)   |

| 依室內外分類 |
| 室外 (15)    |
| 室內 (7)     |

| 次數 | 年   | 日期     | 賽事                           | 場地 | 決賽對手          | 比分                      |
| 1.   | 2008 | 07月13日 | 德国斯图加特梅塞德斯杯         | 红土 | 里夏尔·加斯凯     | 6-4, 7-5                  |
| 2.   | 2008 | 07月19日 | 奥地利基斯布赫奥地利网球公开赛 | 红土 | 于爾根·梅爾策     | 6-2, 6-1                  |
| 3.   | 2008 | 08月10日 | 美国洛杉矶洛杉网球公开赛       | 硬地 | 安迪·罗迪克       | 6-1, 7-62                 |
| 4.   | 2008 | 08月17日 | 美国华盛顿雷格梅森精英賽       | 硬地 | 维克托·特罗伊茨基 | 6-3, 6-3                  |
| 5.   | 2009 | 01月18日 | 新西兰奥克兰喜力公开赛         | 硬地 | 萨姆·奎里         | 6-4, 6-4                  |
| 6.   | 2009 | 08月9日  | 美国华盛顿雷格梅森精英赛       | 硬地 | 安迪·罗迪克       | 3-6, 7-5, 7-68            |
| 7.   | 2009 | 09月14日 | 美国纽约美国网球公开赛         | 硬地 | 罗杰·费德勒       | 3-6, 7-65, 4-6, 7-64, 6-2 |

#### 亞軍 (13)
| 赛事类别                                        |
| 大滿貫賽事 (1次亚军)                            |
| ATP年終賽（大師盃）/ 世界巡迴賽總決賽 (1次亚军) |
| ATP大師系列賽/ 世界巡迴賽大師賽 1000 (3次亚军)  |
| ATP黃金國際巡迴賽 / 世界巡迴賽 500 (4次亚军)    |
| ATP國際巡迴賽 / 世界巡迴賽 250 (3次亚军)        |

| 依場地性質分類 |
| 硬地 (13)      |
| 草地 (0)       |
| 紅土 (0)       |
| 室內地毯 (0)   |

| 依室內外分類 |
| 室外 (8)     |
| 室內 (5)     |

| 次數 | 年   | 日期     | 賽事                         | 場地     | 決賽對手        | 比分            |
| 1.   | 2008 | 10月5日  | 日本東京日本网球公开赛       | 硬地     | 托马什·贝尔迪赫 | 1-6, 4-6        |
| 2.   | 2009 | 08月16日 | 加拿大蒙特利爾蒙特利尔大師賽 | 硬地     | 安迪·穆雷       | 7-64, 63-7, 1-6 |
| 3.   | 2009 | 11月29日 | 英國倫敦ATP世界巡回赛总决赛  | 室內硬地 | 尼古莱·达维登科 | 3-6, 4-6        |

### 双打

#### 冠军 (1)
| 赛事类别                                        |
| 大滿貫賽事 (0次冠军)                            |
| ATP年終賽（大師盃）/ 世界巡迴賽總決賽 (0次冠军) |
| ATP大師系列賽/ 世界巡迴賽大師賽 1000 (0次冠军)  |
| ATP黃金國際巡迴賽 / 世界巡迴賽 500 (0次冠军)    |
| ATP國際巡迴賽 / 世界巡迴賽 250 (1次冠军)        |

| 依場地性質分類 |
| 硬地 (1)       |
| 草地 (0)       |
| 紅土 (0)       |
| 室內地毯 (0)   |

| 依室內外分類 |
| 室外 (1)     |
| 室內 (0)     |

| 次數 | 年   | 日期     | 賽事                                       | 場地 | 決賽對手      | 比分                |                |
| 1.   | 2007 | 07月29日 | 美国印第安纳波利斯印第安纳波利斯网球锦标赛 | 硬地 | 崔維斯·帕洛特 | 加巴什維利 卡洛维奇 | 3-6, 6-2, 10-6 |

## 外部連結
- 胡安·馬丁·德爾波特羅（英文/西班牙文）的官方資料
- 胡安·馬丁·德爾波特羅的國際網球總會 職業／青少年 官方資料（英文）
- 胡安·馬丁·德爾波特羅的官方資料（英文）